# Мужук, Леонид Петрович
Леонид Петрович Мужу́к (р. 1946) — советский и украинский организатор кинопроизводства, сценарист, кинодраматург, кинорежиссёр, журналист. Народный артист Украины (2008).
Член Национального союза кинематографистов Украины и Национального союза журналистов Украины.

## Биография
Родился 15 ноября 1946 года в селе Мусиевка (ныне Ружинский район, Житомирская область, Украина) в крестьянской семье. Окончил филологический факультет КГУ имени Т. Г. Шевченко (1970).
Занимал должности
- литературного работника Киевской киностудии художественных фильмов имени Александра Довженко;
- редактора, главного редактора, генерального директора Украинской студии телевизионных фильмов;
- главного редактора Украинской студии хроникально-документальных фильмов;
- заместителя главного директора программ Украинского телевидения;
- заместителя генерального директора по телевидению Киевской государственной региональной телерадиокомпании,
- советника председателя Государственного комитета информационной политики, телевидения и радиовещания Украины,
- заместителя председателя правления Национального союза кинематографистов Украины,
- первого заместителя генерального директора по творческим вопросам ГТРК «Культура».

На Укртелефильме реализовал несколько известных проектов, среди которых: документальный сериал «Чернобыль: два цвета времени»(1986—1988) (сценарий в соавторстве); историко-документальное исследование о «расстрелянном возрождении» и голодомор — телесериал «Украинская ночь 33-ого…» (1993—1995) (продюсер, один из сценаристов и автор текста); документальная дилогия «Воспоминание об УПА» (1994—1995) (соавтор сценария, сорежиссер и автор текста).
Как продюсер и соавтор сценария осуществил игровые проекты: художественные телесериалы «Западня» (1993) и «Преступление со многими неизвестными» (1993) (по мотивам произведений И. Я. Франко «Перекрёстные тропы» и «Основы общества») и украинский сериал «Роксолана» (1996).
Автор-режиссёр документальных фильмов: «Долгая дорога к Святой горе» (2000), «Три дня счастья», «Чернобыльское время»(2006), дилогии «33-й» (2008)(«Материнское воспоминание» и «Материнский завет») и других. Автор-режиссёр и ведущий цикловой телевизионной программы «Кино и время».
Преподаватель, профессор Киевского национального университета театра, кино и телевидения имени И. К. Карпенко-Карого, Киевского национального университета имени Тараса Шевченко.

## Награды и премии
- Государственная премия Украины имени Т. Г. Шевченко (1989) — за кинотрилогию «Чернобыль: два цвета времени»
- Заслуженный деятель искусств Украины (1996)
- Народный артист Украины (2008)
- Премия имени Вячеслава Черновола за лучшую публицистическую работу в области журналистики[2] (2008)
- Премия имени Ивана Франко в области информационной деятельности (2010)